# Ralph Uhlig
Ralph Uhlig (* 4. Oktober 1947 in Meldorf/Dithmarschen) ist ein deutscher Historiker und Hochschullehrer.

## Leben und Wirken
Nach dem Schulbesuch in Meldorf, Bad Segeberg und Lüneburg legte Ralph Uhlig 1966 am Johanneum Lüneburg die Abiturprüfung ab. Von 1966 bis 1970 folgte der Dienst bei der Bundesmarine. Im Wintersemester 1970/71 begann er das Studium der Geschichte und Anglistik an der Christian-Albrechts-Universität zu Kiel, seine Begleitfächer waren Pädagogik, Philosophie und Politikwissenschaft. Von 1972 bis 1979 war er als wissenschaftliche Hilfskraft am Historischen Seminar der Universität Kiel tätig. Im Sommersemester 1979 wurde Uhlig bei Karl Dietrich Erdmann promoviert. Nach einer mehrjährigen Tätigkeit als wissenschaftlicher Assistent erfolgte 1987 die Habilitation. Seither lehrte er in Kiel als Hochschuldozent bzw. außerplanmäßiger Professor Neuere Geschichte.

## Schriften
- Historische Grundlagenforschung als Problem der Geschichtswissenschaft. Zur Analyse der historischen Aussage (= Historische Forschungen, Bd. 17). Duncker & Humblot, Berlin 1980, ISBN 3-428-04681-1 (= Dissertation Universität Kiel).
- Königswinter – Symbol deutsch-britischer Verständigung nach dem Zweiten Weltkrieg. In: Hartmut Boockmann u. a. (Hrsg.): Geschichte und Gegenwart. Festschrift für Karl Dietrich Erdmann. Wachholtz, Neumünster 1980, S. 491–530, ISBN 3-529-02661-1.
- Die Deutsch-Englische Gesellschaft 1949–1983. Der Beitrag ihrer „Königswinter-Konferenzen“ zur britisch-deutschen Verständigung. Vandenhoeck & Ruprecht, Göttingen 1986, ISBN 3-525-36192-0.
- Die organisierte Friedensbewegung im ausgehenden 19. und beginnenden 20. Jh. In: Thomas Darsow u. a.: Friedensgedanke und Friedensregelungen in Vergangenheit und Gegenwart (= Wegweiser für die Lehrerfortbildung, Bd. 87). Schmidt & Klaunig, Kiel 1986, S. 54–62, ISBN 3-88312-311-0.
- Interparlamentarische Friedenspolitik bis 1914. In: Jacques Bariéty (Hrsg.): Mouvements et initiatives de paix dans la politique internationale 1867–1928. Lang, Bern 1987, S. 111–134, ISBN 3-261-03662-1.
- Die Interparlamentarische Union 1889–1914. Friedensbemühungen im Zeitalter des Imperialismus (= Studien zur modernen Geschichte, Bd. 17). Steiner, Stuttgart 1988, ISBN 3-515-05095-7 (= Habilitationsschrift Universität Kiel).
- Parlamentarier für den Frieden. Die Interparlamentarische Union (gegründet 1889). Ein Experiment und seine Folgen. In: Hans-Jürgen Häßler (Hrsg.): Kultur gegen Krieg – Wissenschaft für den Frieden. Königshausen & Neumann, Würzburg 1989, S. 251–256, ISBN 3-88479-401-9.
- Der Zonenbeirat der britischen Besatzungszone zwischen Besatzungsmacht und deutscher Politik 1946–1948. In: Historische Mitteilungen, Bd. 2 (1989), S. 79–90.
- Lehre und Forschung an der Christian-Albrechts-Universität zum Nationalsozialismus. Dokumentation 1965–1990. Kiel 1990.
- Internationalismus in den zwanziger Jahren. Die Interparlamentarische Union. In: Historische Mitteilungen, Bd. 4 (1991), S. 89–100.
- (als Hrsg.): Vertriebene Wissenschaftler der Christian-Albrechts-Universität zu Kiel (CAU) nach 1933. Zur Geschichte der CAU im Nationalsozialismus ; eine Dokumentation (= Kieler Werkstücke, Reihe A, Bd. 2). Lang, Frankfurt/M. 1991, ISBN 3-631-44232-7.
- Dänische Straße Nr. 15: Walther Schücking und das Institut für Internationales Recht. In: Werner Paravicini (Hrsg.), Uwe Albrecht, Annette Henning: Begegnungen mit Kiel. Gabe der Christian-Albrechts-Universität zur 750-Jahr-Feier der Stadt. Wachholtz, Neumünster 1992, ISBN 3-529-02722-7, S. 80–82.
- (als Hrsg.): Confidential reports des Britischen Verbindungsstabes zum Zonenbeirat der britischen Besatzungszone in Hamburg (1948–1948). Demokratisierung aus britischer Sicht (= Kieler Werkstücke, Reihe A, Bd. 8). Lang, Frankfurt/M. 1993, ISBN 3-631-45784-7.
- Zur Vertreibung der Kieler Wissenschaftler von der Christian-Albrechts-Universität nach 1933. In: Zeitschrift der Gesellschaft für Schleswig-Holsteinische Geschichte, Jg. 118 (1993), S. 211–240.
- „... da die erforderlichen Messungen s.Z. nicht vorgenommen wurden“. Die Verdrängung von jüdischen Gelehrten an der Kieler Christian-Albrechts-Universität nach 1933. In: Gerhard Paul (Hrsg.): Menora und Hakenkreuz. Zur Geschichte der Juden in und aus Schleswig-Holstein, Lübeck und Altona (1918–1998). Wachholtz, Neumünster 1998, S. 215–235, ISBN 3-529-06149-2.